# 8Y busz (Szolnok)
A szolnoki 8Y jelzésű autóbusz a Vasútállomás és a Tóth Árpád út között közlekedik. A járatot a Volánbusz üzemelteti.

## Útvonala
| Tóth Árpád út felé | Vasútállomás felé |
| --- | --- |
| Vasútállomás vá. – Jubileum tér – Baross utca – Kossuth Lajos út – Szabadság tér – Kertész utca – Vörösmező utca – Tóth Árpád utca – Tóth Árpád út vá. | Tóth Árpád út vá. – Tóth Árpád utca – Vörösmező utca – Kertész utca – Szabadság tér – Kossuth Lajos út – Baross utca – Vasútállomás vá. |

## Megállóhelyei
Az átszállási kapcsolatok között az azonos útvonalon közlekedő 27-es és 28-as busz nincs feltüntetve. A 27-es a külső irányba, a 28-as a belső irányba a Karinthy Frigyes úton át közlekedik.
| 0  | Vasútállomás végállomás                       | 22 | 2Y, 6, 6Y, 7, 8, 13, 13Y, 14, 15, 15Y, 16, 17, 24, 24A, 33, 38 Helyközi buszok S50 G50 Z50 S60 G60 Z60 S220 S820 IC, EC, EN, sebesvonat, gyorsvonat, expresszvonat |
| 2  | Jólét ABC                                     | 20 | 2Y, 6, 6Y, 7, 7Y, 8, 11, 15Y, 17, 21 |
| 4  | Petőfi Sándor út (↓) Móricz Zsigmond utca (↑) | 19 | 2, 2Y, 6, 6Y, 7, 7Y, 8, 11, 15Y, 17, 21 |
| 6  | Szapáry út                                    | 17 | 1, 1A, 1Y, 2, 2Y, 6, 6Y, 7, 7Y, 8, 9, 11, 15Y, 17, 20, 21, 23 |
| 8  | Szabadság tér                                 | 15 | 2, 2Y, 6, 6Y, 7, 7Y, 8, 15Y, 17, 34B |
| 10 | Tiszaliget                                    | 13 | 6, 6Y, 7, 7Y, 8, 17, 37 Helyközi buszok |
| 12 | Bevásárlópark                                 | 11 | 7, 7Y, 8, 41 Helyközi buszok |
| 13 | Kertváros (Tiszavirág utca)                   | 10 | 7, 7Y, 8, 41 |
| 15 | Sportrepülőtér                                | 8  | 7, 7Y, 8, 38, 41 |
| 16 | Barack utca                                   | 7  | 7, 7Y, 8, 38, 41 |
| 17 | Szilvás utca                                  | 6  | 7, 7Y, 8, 38, 41 Helyközi buszok |
| 19 | Szabó Pál utca                                | 4  | 7, 8, 38, 41 |
| 20 | Nagymező utca                                 | 3  | 7, 8, 38, 41 |
| 21 | Gázcseretelep                                 | 2  | 7, 7Y, 8, 38, 41 |
| 22 | Ménes utca                                    | 1  | 7Y, 38, 41 |
| 23 | Tóth Árpád út végállomás                      | 0  | 7Y, 38, 41 |